# Virbia punctata
Virbia punctata là một loài bướm đêm thuộc phân họ Arctiinae, họ Erebidae.